# Chrysiogenaceae
Chrysiogenaceae là danh pháp khoa học của một họ vi khuẩn.

## Phát sinh chủng loài
Phát sinh chủng loài tại đây lấy theo LTP phiên bản 123 dựa trên ARN 16S ribosome do Dự án cây sự sống muôn loài ('The All-Species Living Tree' Project) phát hành.

|                    | Desulfurispira natronophila Sorokin & Muyzer 2010                                                           |
|                    | |
| Desulfurispirillum | \| \| D. alkaliphilum Sorokin et al. 2010 \| \| \| \| \| \| D. indicum Rauschenbach et al. 2011 \| \| \| \| |
|                    | \| \| D. alkaliphilum Sorokin et al. 2010 \| \| \| \| \| \| D. indicum Rauschenbach et al. 2011 \| \| \| \| |
|                    | D. alkaliphilum Sorokin et al. 2010                                                                         |
|                    | |
|                    | D. indicum Rauschenbach et al. 2011                                                                         |
|                    | |

|  | D. alkaliphilum Sorokin et al. 2010 |
|  |                                     |
|  | D. indicum Rauschenbach et al. 2011 |
|  |                                     |

|                    | Desulfurispira natronophila Sorokin & Muyzer 2010                                                           |
|                    | |
| Desulfurispirillum | \| \| D. alkaliphilum Sorokin et al. 2010 \| \| \| \| \| \| D. indicum Rauschenbach et al. 2011 \| \| \| \| |
|                    | \| \| D. alkaliphilum Sorokin et al. 2010 \| \| \| \| \| \| D. indicum Rauschenbach et al. 2011 \| \| \| \| |
|                    | D. alkaliphilum Sorokin et al. 2010                                                                         |
|                    | |
|                    | D. indicum Rauschenbach et al. 2011                                                                         |
|                    | |

|  | D. alkaliphilum Sorokin et al. 2010 |
|  |                                     |
|  | D. indicum Rauschenbach et al. 2011 |
|  |                                     |

## Phân loại
Phân loại hiện tại được chấp nhận là dựa theo Danh sách các tên gọi sinh vật nhân sơ với vị trí hiện hành trong danh pháp (LPSN) và Trung tâm Thông tin Công nghệ sinh học quốc gia Hoa Kỳ (NCBI)
- Ngành Chrysiogenetes Garrity và Holt 2002 [Chrysiogenaeota Oren et al. 2015]
  - Lớp Chrysiogenetes Garrity và Holt 2002
    - Bộ Chrysiogenales Garrity và Holt 2002
      - Họ Chrysiogenaceae Garrity và Holt 2002
        - Chi Chrysiogenes Macy et al. 1996
          - Loài Chrysiogenes arsenatis Macy et al. 1996

        - Chi Desulfurispira Sorokin và Muyzer 2010
          - Loài Desulfurispira natronophila Sorokin và Muyzer 2010

        - Chi Desulfurispirillum Sorokin et al. 2010 ["Desulfurispirillum" Sorokin et al. 2007]
          - Loài D. alkaliphilum Sorokin et al. 2010 ["Desulfurispirillum alkaliphilum" Sorokin et al. 2007]
          - Loài D. indicum Rauschenbach et al. 2011 ["Selenospirillum indicus" Narasingarao và Haggblom 2006]